# هيرمان بي. باروخ
هيرمان بي. باروخ (بالإنجليزية: Herman B. Baruch) هو دبلوماسي أمريكي، ولد في 28 أبريل 1872 في كامدن في الولايات المتحدة، وتوفي في 15 مارس 1953.